# Relațiile dintre Republica Moldova și NATO

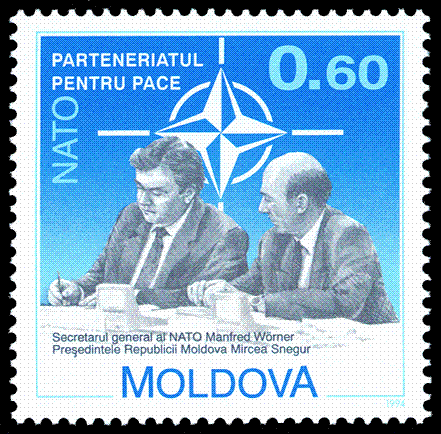
Președintele Mircea Snegur și secretarul general Manfred Wörner semnează Parteneriatul pentru Pace

Relațiile dintre Republica Moldova și Alianța Nord-Atlantică au fost stabilite după declararea independenței țării. La 20 decembrie 1991, la Bruxelles, a avut loc reuniunea Consiliului de Cooperare Nord-Atlantică, creat în urma hotărîrii reuniunii la nivel înalt a țărilor membre ale NATO de la Roma din 7-8 noiembrie 1991. Scopul creării CCNA a fost de a institui un organism permanent de consultări între adversarii de altă dată în problemele primordiale de securitate europeană. La prima reuniune CCNA a participat Ministrul Afacerilor Externe al Republicii Moldova, Moldova devenind astfel stat membru al acestui Consiliu.

Membrii NATO și partenerii din Europa
Membrii NATO
Planul de acțiune pentru aderare
Plan individual de parteneriat
Parteneriat pentru pace

     Membrii NATO
     Planul de acțiune pentru aderare
     Plan individual de parteneriat
     Parteneriat pentru pace

## Dezvoltare
La 6 ianuarie 1994, cu ocazia reuniunii la nivel înalt a Alianței Nord-Atlantice, la care a fost examinată inițiativa americană Parteneriatul pentru Pace, Republica Moldova și-a exprimat interesul de a adera la acest Program. 
În vederea coordonării cît mai eficiente a activităților pe linia NATO, la 16 decembrie 1997 a fost instituită Misiunea Republicii Moldova pe lângă NATO. Funcția de sef al Misiunii este exercitată de ambasadorul Republicii Moldova în Regatul Belgiei.
Începînd cu anul 2002, RM este parte din Grupul de Cooperare în domeniul Securității în Sud-Estul Europei, parte a Inițiativei central Europene care întrunește în prezent 20 state membre și 14 partenere. 
La 30 octombrie 2008, Jaap de Hoop Scheffer, Secretar General NATO, a efectuat o vizită de lucru la Chișinău. Înaltul demnitar al Alianței a avut întrevederi cu Președintele RM, viceprim-ministrul, Ministrul Afacerilor Externe și Integrării Europene și Ministrul Apărării. Programul a mai cuprins o prelegere la Universitatea de Stat din Moldova și o vizită la Centrul de informare și documentare NATO.
La 29 septembrie 2009, Prim-ministrul Republicii Moldova Vlad Filat a efectuat o vizită la Cartierul General NATO și a avut o întrevedere cu Secretarul General adjunct NATO Claudio Bisogniero. Filat a subliniat interesul Republicii Moldova pentru dezvoltarea dialogului politic și cooperării practice cu Alianța Nord-Atlantică în conformitate cu prevederile Planului Individual de Acțiuni al Parteneriatului RM-NATO.
La 10 februarie 2010, Iurie Leancă, Viceprim-ministru, Ministrul Afacerilor Externe și Integrării Europene și Vitalie Marinuța, Ministrul Apărării, au avut o întrevedere cu Anders Fogh Rasmussen, Secretarul General NATO.
În luna august 2010, Guvernul Republicii Moldova a aprobat versiunea actualizată a Planului Individual de Acțiuni al Parteneriatului RM - NATO (IPAP). În prezent, Republica Moldova depune eforturi considerabile în vederea implementării Parteneriatului, pentru a accelera procesul de reforme în sectoarele apărării și securității naționale.
La 13 iulie 2011 Consiliul Alianței Nord-Atlantice s-a convocat în formatul 28 + Republica Moldova, pentru a desfășura consultări multilaterale privind aspectele implementării Planului IPAP. Delegația moldoveană la reuniunea în cauză a fost condusă de către Ministrul Apărării și Vice-ministrul Afacerilor Externe și Integrării Europene. Ulterior, folosind procedura tacită, NATO a adoptat Raportul final de evaluare a progresului implementării IPAP-ului de către Republica Moldova.

## Opinie publică
Un sondaj din iunie 2018 a constatat că 22% dintre moldoveni ar vota în favoarea aderării la NATO, în timp ce 43% s-ar opune. 

## Galerie

Centrul de Informare NATO din Republica Moldova